# Waldbillig
Waldbillig (lussemburghese: Waldbëlleg) è un comune del Lussemburgo orientale. Fa parte del cantone di Echternach e del distretto di Grevenmacher.
Nel 2001, la città di Waldbillig, capoluogo del comune, aveva una popolazione di 394 abitanti. 
Le altre località che fanno capo al comune sono Christnach, Haller e Mullerthal.
Nel 1935, in un riparo sotto roccia, in località Löschbur nei pressi del fiume Schwaarz Iernz, vicino al piccolo borgo di Mullerthal, venne scoperto lo scheletro del cosiddetto "Uomo di Loschbour", un homo sapiens vissuto circa 8.000 anni fa.